# Claudia Pigliapoco
Claudia Pigliapoco (Iesi, 24 de marzo de 1983) es una deportista italiana que compitió en esgrima, especialista en la modalidad de florete. Ganó tres medallas de bronce en el Campeonato Europeo de Esgrima, en los años 2004 y 2006.

## Palmarés internacional
| Campeonato Europeo | Campeonato Europeo     | Campeonato Europeo | Campeonato Europeo  |
| Año                | Lugar                  | Medalla            | Prueba              |
| ------------------ | ---------------------- | ------------------ | ------------------- |
| 2004               | Copenhague (Dinamarca) | Medalla de bronce  | Florete individual  |
| 2004               | Copenhague (Dinamarca) | Medalla de bronce  | Florete por equipos |
| 2006               | Esmirna (Turquía)      | Medalla de bronce  | Florete individual  |